# Losar
Losar (tibetano: ལོ་གསར་; Wylie: lo gSar; cinese tradizionale: 洛薩; cinese semplificato: 洛萨) è la parola tibetana per indicare il Capodanno: Lo vol dire "anno" o "era", mentre sar indica "nuovo". Il Losar è la festività più importante in Tibet.
Esso viene celebrato per 15 giorni, ma i festeggiamenti più importanti si tengono per i primi tre giorni. Il primo giorno, si estrae una bevanda chiamata changkol dal chhaang, un tipo di birra tibetana. Il secondo giorno è conosciuto come "Losar del Re" (gyalpo losar). Tradizionalmente, il Losar è preceduto da cinque giorni di esercitazione con il Vajrakilaya, un coltello rituale. Sebbene cada spesso lo stesso giorno del Capodanno cinese, occasionalmente con un giorno od un mese lunare di differenza, il Losar non è direttamente connesso con la vicina festività, si pensa invece che sia culturalmente più affine allo Tsagaan Sar mongolo.
Il Losar si festeggia anche in Bhutan, anche se le diverse regioni del paese possono avere diverse concezioni del capodanno. Il Capodanno nepalese, chiamato Losar o Lhochaar, è celebrato dai popoli Sherpa, Tamang e Gurung.

## Storia

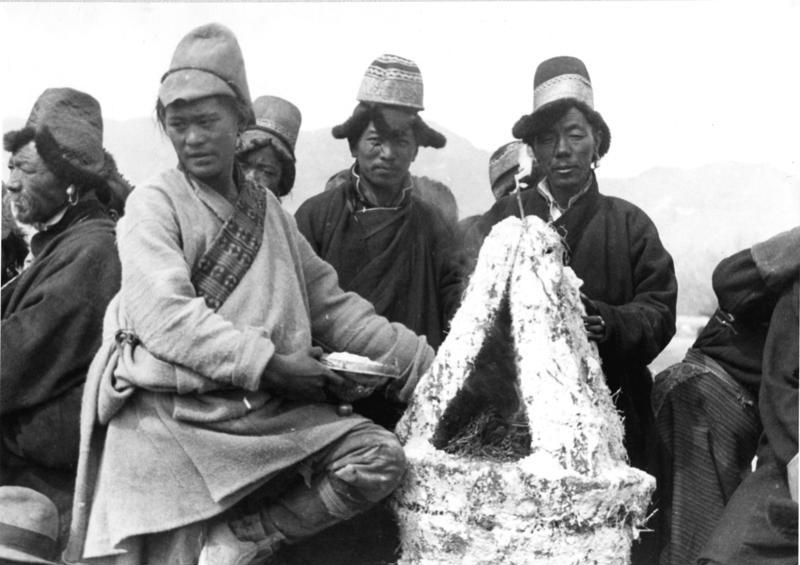
Losar, 1938

Il festeggiamento del Losar precede l'avvento del Buddhismo in Tibet, e può essere datata al periodo pre-buddhista Bön, durante il quale ogni inverno veniva tenuta una cerimonia spirituale nella quale il popolo offriva grandi quantità di incenso agli spiriti ed alle divinità protettrici locali, in modo da ottenere il loro favore. Solo successivamente questo festival religioso si evolse in una festività buddhista annuale, originatasi secondo le credenze durante il regno di Pude Gungyal, il nono re del Tibet. Si dice che la festa sia nata quando una vecchia donna di nome Belma introdusse il conteggio del tempo basato sulle fasi della luna. La prima festività ebbe luogo in autunno nella regione Lhokha Yarla Shampo, e fu probabilmente l'antenata della tradizionale festa dei coltivatori, poiché fu in quel periodo che furono introdotte in Tibet le arti della coltivazione, dell'irrigazione, dell'estrazione del ferro e della costruzione dei ponti. I riti istituiti per celebrare le nuove conoscenze tecniche possono essere riconosciuti come precursori della festività del Losar. Infatti, quando furono introdotti in Tibet i rudimenti dell'astrologia basata sui cinque elementi, il festival dei coltivatori prese il nuovo nome di Losar, o festività di Capodanno.
Il Losar prende anche il nome di Bod (pronunciato: Bhoe) Gyal Lo, dalle parole Bod (Tibet), Gyal (re) e Lo (anno). Tale nome è dovuto al fatto che, secondo la tradizione tibetana, la celebrazione è stata istituita dal mitico re Nyatri Tsenpo, primo sovrano della dinastia Yarlung, nel giorno della sua ascesa al trono nel 127 a.C..

## Riti
Il calendario tibetano è composto da dodici mesi lunari, ed il Losar inizia il primo giorno del primo mese. Nei monasteri buddhisti, tuttavia, i festeggiamenti iniziano il ventinovesimo giorno del dodicesimo mese, ossia il giorno prima della vigilia di Capodanno. In quel giorno i monaci praticano la pūjā verso le divinità protettrici, ed iniziano le preparazioni per le celebrazioni del Losar, dedicando l'ultimo giorno dell'anno alla pulizia del monastero e ad accogliere l'anno nuovo. Si usa cucinare un tipo particolare di noodles chiamato guthuk, composto da nove ingredienti diversi tra cui formaggio essiccato e vari cereali. Si donano inoltre delle polpette di pastella con vari materiali, commestibili e non, nascosti all'interno, come peperoncino, sale, lana, riso e carbone. L'oggetto trovato da ogni persona all'interno della sua polpetta rappresenta il suo carattere: i peperoncini stanno a significare loquacità, gli ingredienti di colore bianco (sale, lana e riso) sono portatori di buona sorte, il carbone infine ha lo stesso significato di quello che ha per i bambini cristiani a Natale, ossia che non si è delle persone buone.
Nei monasteri vengono apposte decorazioni e fatte offerte, che si chiamano Lama Losar; inoltre, nelle prime ore dell'alba dell'ultimo giorno, i monaci del monastero di Namgyal offrono una "torta sacrificale" chiamata tor ma al membro più alto della gerarchia delle divinità protettrici, la dea Palden Lhamo. Guidati dal Dalai Lama, si uniscono alla cerimonia delle offerte di preghiera anche gli abati di tre grandi monasteri, i lama, i monaci reincarnati o tulku, gli ufficiali del governo e i dignitari. Alla fine del rito religioso, tutti i presenti si riuniscono in una sala detta "Eccellenza del Samsara e del Nirvana" per una cerimonia di saluti ufficiali, chiamati Tashi Delek, seduti su dei cuscini a terra.

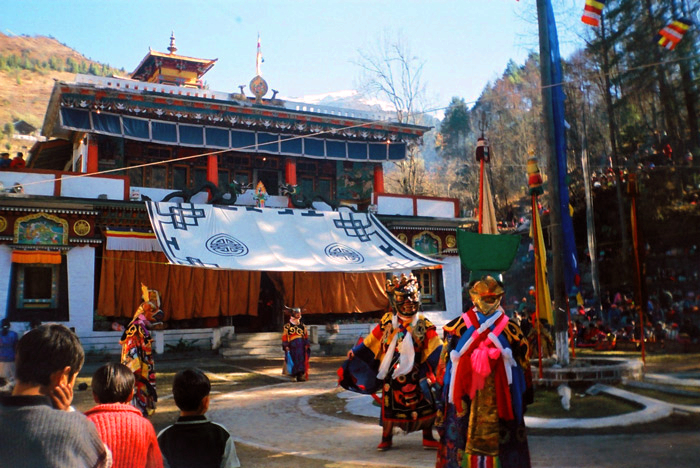
La Gumpa danzata a Lachung durante la festa buddhista del Losar.

Per augurare al Dalai Lama la buona sorte durante tutto l'anno che verrà, i rappresentanti dei tre grandi monasteri e dei due collegi tantrici gli donano delle "pillole sacre" (ril bu) fatte di pasta d'orzo arrostita. Successivamente, gli intrattenitori chiamati garma si esibiscono in una danza portafortuna, la gumpa. Due monaci anziani sono poi soliti iniziare un dibattito filosofico buddhista, concludendolo con dei versi di buon auspicio composti appositamente per l'evento, nei quali si rivedono brevemente i punti più importanti degli insegnamenti buddhisti. Viene richiesto spiritualmente al Dalai Lama ed ai detentori della dottrina di rimanere ancora molto tempo fra gli esseri del Saṃsāra, in modo da guidarli sempre nelle loro attività illuminate. Le cerimonie della giornata si concludono con un rito d'addio rivolto al Dalai Lama, che si ritira nel suo palazzo.
Il secondo giorno viene chiamato "Losar del Re" (gyal-po lo-sar) poiché, ufficialmente, la giornata è riservata all'incontro secolare nella sala dell'Eccellenza del Saṃsāra e del Nirvana. Il Dalai Lama, insieme al suo governo, scambia saluti con i dignitari religiosi e laici provenienti da Cina, India, Bhutan, Nepal, Mongolia ed altri Paesi stranieri.
Successivamente, dal terzo giorno in poi, il popolo ed i monaci iniziano a godersi il periodo festivo con cibo e bevande. In molte parti del Tibet il Losar è celebrato per 15 giorni o più, in India per tre giorni, in altre regioni minori i festeggiamenti possono durare anche un solo giorno.
Il Losar è festeggiato in tutta la zona dell'Himalaya indiano, dove si concentrano popolazioni buddhiste in stati quali Arunachal Pradesh, Sikkim, Himachal e Ladakh, nel Kashmir. Tra le popolazioni minori che festeggiano il Losar vi sono la tribù Monpa del Tawang e i Memba della valle del Mechukha, nell'Arunachal.

## Date
Il calendario tibetano è un calendario lunisolare. Il Losar si festeggia dal primo al terzo giorno del primo mese lunare.
| Anno gregoriano | Anno tibetano | Losar*                    | Elemento ed animale                       |
| --------------- | ------------- | ------------------------- | ----------------------------------------- |
| 2000            | 2127          | 5 febbraio - 7 febbraio   | uomo, ferro, drago                        |
| 2001            | 2128          | 24 gennaio - 26 gennaio   | donna, ferro, serpente (o metallo, serpe) |
| 2002            | 2129          | 13 febbraio - 15 febbraio | uomo, acqua, cavallo                      |
| 2003            | 2130          | 1º febbraio - 3 febbraio  | donna, acqua, pecora (o capra)            |
| 2004            | 2131          | 22 gennaio - 24 gennaio   | uomo, legno, scimmia                      |
| 2005            | 2132          | 9 febbraio - 11 febbraio* | donna, legno, uccello (o gallo)           |
| 2006            | 2133          | 30 gennaio - 1º febbraio  | uomo, fuoco, cane                         |
| 2007            | 2134          | 18 febbraio - 20 febbraio | donna, fuoco, maiale                      |
| 2008            | 2135          | 7 febbraio - 9 febbraio   | uomo, terra, topo                         |
| 2009            | 2136          | 25 febbraio - 27 febbraio | donna, terra, bue                         |
| ...             |               |                           |                                           |
| 2023            | 2150          | 21 febbraio               | donna, acqua, coniglio                    |

* Nota: La data di inizio del Losar dipende dal fuso orario in cui ci si trova. Per esempio, nel 2005 il Losar è iniziato l'8 febbraio negli Stati Uniti, ed il 9 febbraio in Asia.